# ويليام هوستون لونغ
ويليام هوستون لونغ (بالإنجليزية: William Houston Long)‏ هو سياسي بريطاني، ولد في 8 نوفمبر 1843 في المملكة المتحدة، وتوفي في 29 أغسطس 1912 في المملكة المتحدة.